# Bodenbild

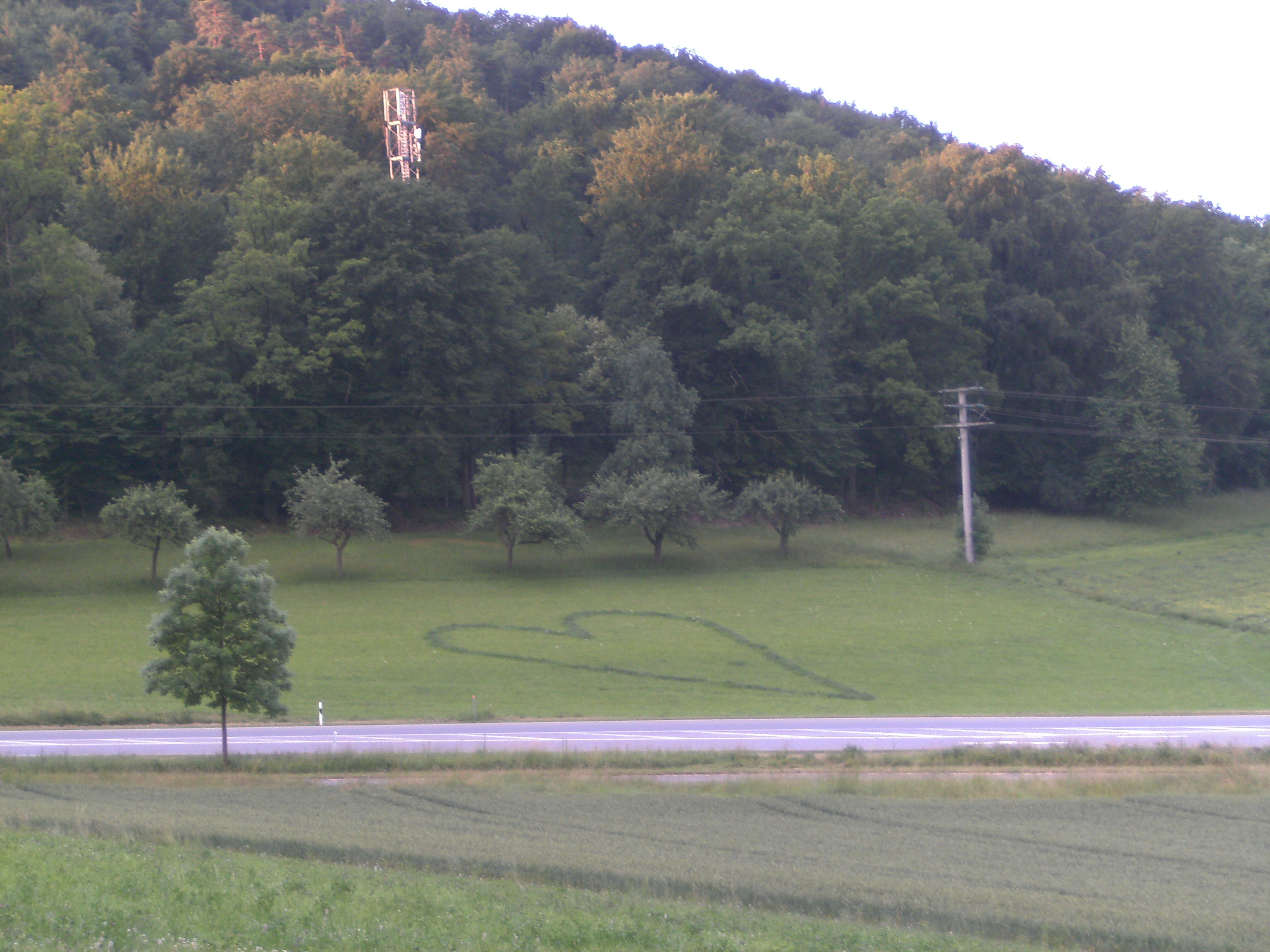
Ein durch Düngung erzeugtes Herz auf einer Wiese bei Aidlingen, Baden-Württemberg, Deutschland

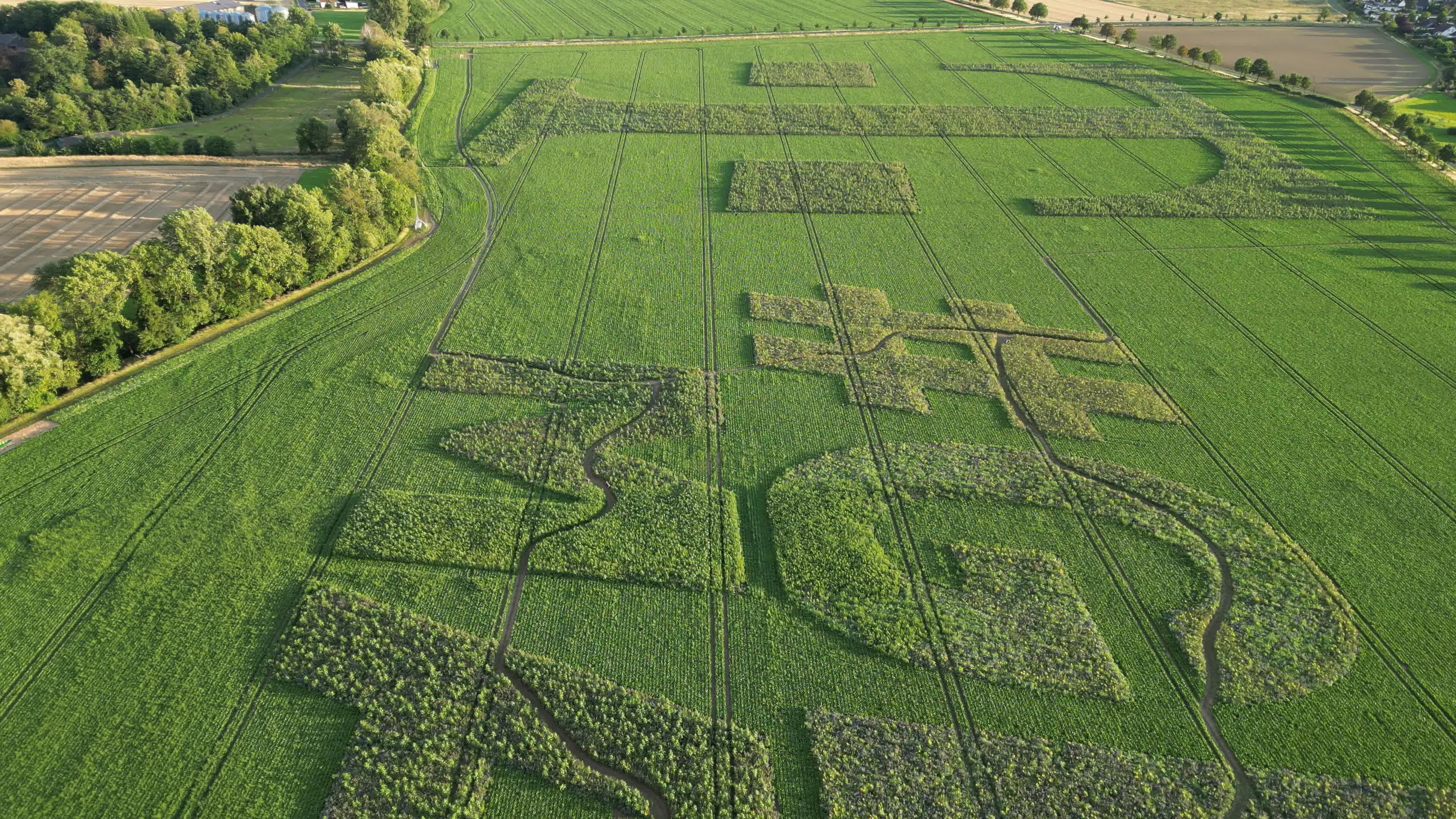
Dieses Bodenbild wurde vom Öko Start up GEOXIP zur Biotopvernetzung mit heimischen Wild- und Feldblumen auf einer Fläche von ca. 56 Fußballfeldern für den Naturpaten Deutsche Telekom AG angesät.

Ein Bodenbild ist ein Bild, das durch Strukturveränderung des Bodens erstellt wird und oft nur aus größerer Höhe erkennbar ist. Es gibt mehrere Möglichkeiten Bodenbilder zu erzeugen:
- Bemalen der Vegetation. Anwendung zur Erzeugung von Linien auf Sportplätzen
- Unterschiedliche Düngung einer Wiesenfläche. Das gedüngte Gras erscheint dunkler als das nicht gedüngte
- Umlegen/Umknicken höher gewachsener Pflanzen: menschengemachter Kornkreis
- Gezieltes Pflügen oder Aufbringen von Substanzen, die anders als der Boden erscheinen
- Ausheben von Gräben oder Aufschütten von Wällen
- Entfernen einer abdeckenden Bodenschicht, sodass eine andersfarbige sichtbar wird wie beim White Horse Hill: Kreide unter der entfernten Rasenschicht
- Einsäen farblich abweichender Vegetation
- Bei Schneeflächen: gezieltes Räumen oder Aufschütten des Schnees

Bodenbilder als Geoglyphe wurden einst als rituelle Objekte angelegt, wie die Linien von Nazca.
Unter dem Begriff Feldwerbung wurde 2009 im Schweizer Nationalrat das Anbringen von Bodenbildern entlang von Autobahnen als Form von Außenwerbung debattiert, die einen Nebenerwerb für Landwirte darstellen könnte.
Mit heimischen Feld- und Wildblumen angesäte Bodenbilder können Biotop vernetzend die Artenvielfalt sinnvoll fördern und seltene wie geschützte Arten zurückbringen. Mit angelegten Wildblumenlehrpfaden durch ein Bodenbild kann Biodiversität und Achtsamkeit vor der Natur erlebbar gemacht werden.